# Jeux asiatiques en salle
Les Jeux asiatiques en salle sont une compétition multisports en salle disputée tous les deux ans à l'échelon du continent asiatique, et organisés par le Conseil olympique d'Asie. La première édition a eu lieu en 2005 à Bangkok en Thaïlande.

## Éditions
| 2005 | I   | Bangkok  | 12 au 19 novembre 2005        |         |         |
| 2007 | II  | Macao    | 26 octobre au 3 novembre 2007 |         |         |
| 2009 | III | Hanoï    | 30 octobre au 8 novembre 2009 |         |         |
| 2011 | IV  | Doha     | Annulés                       | Annulés | Annulés |
| 2013 | IV  | Incheon  | 29 juin au 6 juillet 2013     |         |         |
| 2017 | V   | Achgabat | 17 au 27 septembre 2017       |         |         |